# اهروشن (بورد)
اهروشن هي إحدى مشيخات المملكة المغربية، تتبع جغرافيا لإقليم تازة وإداريًا لبورد. يقدر عدد سكانها بـ 2654 نسمة حسب الإحصاء الرسمي للسكان والسكنى لسنة 2004.